# Жезкент
Жезкент (каз. Жезкент) — посёлок городского типа в Бородулихинском районе Абайской области Казахстана. Административный центр и единственный населённый пункт Жезкентской поселковой администрации. Находится примерно в 40 км к северо-востоку от районного центра, села Бородулиха. В 2 км от посёлка находится Жезкентский горно-обогатительный комбинат. Код КАТО — 633845100.

## Население
В 1999 году население посёлка составляло 10554 человека (5485 мужчин и 5069 женщин). По данным переписи 2009 года, в посёлке проживало 9888 человек (4727 мужчин и 5161 женщина).